# Yves Guyon
Pour les articles homonymes, voir Guyon.
Yves Guyon est un ingénieur civil français, principal collaborateur d'Eugène Freyssinet et ayant établi les règles de calcul du béton précontraint, né le 12 janvier 1899 à Saint-Brieuc et mort à Paris 4e le 10 décembre 1975.

## Biographie
Yves Louis Marie Francisque Guyon naît à Saint-Brieuc le 12 janvier 1899.
Yves Guyon est admis à l'École polytechnique en 1918. Il est mobilisé, puis après la fin de la première Guerre mondiale, il termine ses études et entre chez Renault.
Entre 1928 et 1935, il est ingénieur en chef chez Blaw-Knox (en) société d'origine américaine qui fabriquait des machines pour des routes en béton et des coffrages. Il est alors embauché comme directeur technique de la Société des grands travaux en béton armé (GTBA) fondée par Maurice Tricon (1863-1938) et Maurice Petit (1868-1941).
Il entre chez Campenon-Bernard en 1942 et devient, en 1943, directeur technique de la STUP créée pour la mise en valeur des brevets d'Eugène Freyssinet. Il va alors être le collaborateur principale d'Eugène Freyssinet, étudiant avec lui tous les grands ouvrages en béton précontraint.
Il a rédigé les premières circulaires pour les calculs justificatifs des ouvrages en béton précontraint. Il a publié quatre ouvrages de référence sur l'étude du béton précontraint.
Il a développé des méthodes de calculs originales :
- théorème de Guyon sur les propriétés de concordance des câbles de précontrainte filants dans les poutres continues,
- analyse de Guyon sur l'état de contrainte sous les ancrages de précontrainte,
- voûte de Guyon pour l'étude à rupture des dalles précontraintes,
- méthode de Guyon et Massonnet inventée en 1945 à 1948 par Yves Guyon pour étudier le comportement des dalles iso ou orthotropes.

En 1957 il est nommé professeur chargé du cours de béton précontraint au Centre des Hautes Études de la Construction, section béton armé et précontraint (CHEBAP) fondé par les Fédérations du Bâtiment et des Travaux Publics.
Il est président de la Fédération internationale de la Précontrainte entre 1961 et 1966.

## Quelques ouvrages
- Pont de Gladesville

## Publications
- Béton précontraint. Étude théorique et expérimentale, tome 1, Éditions Eyrolles, Paris, 1958 (préface d'Eugène Freyssinet)
- Béton précontraint. Étude théorique et expérimentale, tome 2, Constructions hyperstatiques, Éditions Eyrolles, Paris, 1958
- Constructions en béton précontraint - Classes. États limites (cours du CHEBAP), tome 1, Étude de la section, Éditions Eyrolles, Paris, 1966
- Constructions en béton précontraint - Classes. États limites (cours du CHEBAP), tome 2, Étude de la poutre, Éditions Eyrolles, Paris, 1968
- Calcul des ponts-dalles, 1re partie, dans Annales des Ponts et Chaussées, 1949, no 5
- Calcul des ponts-dalles, 2e partie, dans Annales des Ponts et Chaussées, 1949, no 6
- Calcul des ponts larges à poutres multiples solidarisées par des entretoises. Application aux planchers , dans Annales des Ponts et Chaussées, 1949, no 5